# Drepanornis
Drepanornis é um género de ave-do-paraíso encontrado nas florestas da Nova Guiné. Apresentam um bico comprido e decurvado, semelhante a uma foice, e uma plumagem castanha.

## Descrição
O género foi por vezes considerado um subgénero de Epimachus, mas as duas espécies que integram Drepanornis têm uma cauda muito mais curta e o seu dimorfismo sexual é menos extremo.
Na sua presente circunscrição taxonómica, o género integra as seguintes espécies:
- Drepanornis albertisi.
- Drepanornis bruijnii.